# Maria de la Pau Janer i Mulet
Maria de la Pau Janer i Mulet (Palma, 13 de gener de 1966) és una escriptora mallorquina, filla del també escriptor Gabriel Janer Manila.

## Biografia
Ha treballat com a guionista i presentadora de ràdio i televisió, sovint en companyia del doctor Joan Corbella, psiquiatre i escriptor, amb qui posteriorment es va casar (2005) i n'enviduaria el 2021. Van tenir una filla, Alícia, el 2006. Anteriorment, i en primeres núpcies, havia estat casada amb Joan Oliver Araujo, professor, escriptor i catedràtic de Dret Constitucional de la Universitat de les Illes Balears.
Persona mediàtica, és prou coneguda tant a Catalunya (on ha col·laborat en televisió –TV3– i premsa –diari Avui–) com a les Illes Balears (on és professora de Literatura Catalana de la Universitat de les Illes Balears –UIB–, i on també ha col·laborat en televisió –IB3 Televisió– i premsa –Diario de Mallorca–). Des de la temporada 2013-2014, presenta el programa de sexualitat Les mil i una nits de Maria de la Pau Janer a Catalunya Ràdio, emès de dilluns a divendres de deu a onze de la nit.
Va ser finalista del Premi Sant Jordi de novel·la, a més d'aconseguir-ne altres d'importants com el Carlemany. En castellà, va ser finalista al Premi Planeta, que finalment va guanyar el 2005 amb Passions romanes.

## Activitat política
El 15 d'abril de 2007 es va fer públic que formaria part de les llistes del Partit Popular per Mallorca a les eleccions autonòmiques del 2007. Era la número 8 en la llista autonòmica, com a independent. Fou una aposta personal del president del partit, Jaume Matas.
El 25 de juny, un dia abans de la constitució del nou Parlament de les Illes Balears sorgit de les eleccions autonòmiques del 27 de maig, parlament que serà de caràcter progressista i nacionalista, renuncia al seu escó. Sectors mediàtics propers al Partit Popular com ara el diari El Mundo havien criticat durament Jaume Matas Palou, president del PP de les Illes Balears i candidat a la presidència, per la inclusió de Maria de la Pau en les llistes, pel seu caire catalanista. Fins i tot es va arribar a atribuir la impossibilitat que el PP arribés a la majoria absoluta i, per tant, perdés el govern degut el pacte dels partits d'esquerra, a la seva inclusió a les llistes.

## Obra

### Narració
- Els ulls d'ahir (1988, ISBN 84-7502-215-4)
- L'hora dels eclipsis (1989, ISBN 84-7502-266-9)
- L'illa d'Omar (amb M. Canals, 1989, ISBN 84-246-9103-2)
- Sense compromís de perversitat (amb Miquel de Palol i Muntanyola, 1991, ISBN 84-87523-03-X)
- La bruixa que va perdre un secret (amb Mercè Arànega, 1994, ISBN 84-246-8164-9)
- Màrmara (1994, ISBN 84-297-4431-2)
- Marmara (1996, ISBN 3-927884-51-0) (edició en alemany)
- Natura d'anguila (1995, ISBN 84-664-0069-9)
- Orient, Occident: Dues històries d'amor (1998, ISBN 84-8300-643-X)
- Lola (1999, ISBN 84-95965-39-9)
- El desig : Vuit històries d'amor (2000, ISBN 84-8300-922-6)
- Ets la meva vida, ets la meva mort (2001, ISBN 84-95965-03-8)
- Las mujeres que hay en mi (en castellà, 2002, ISBN 84-08-04833-3)
- Els deu manaments de la felicitat (2002, ISBN 84-9708-088-2)
- Rondalles : Les del fill del pescador (ISBN 84-7651-143-4)
- Perfils mediterranis (amb Toni Traveria, ISBN 84-607-9035-5)
- Rondalles catalanes del príncep encantat (5 vols., ISBN 84-7651-145-0)
  - Les rondalles de la bella i la bèstia (ISBN 84-7651-141-8)
  - Les rondalles d'Eros i psique (ISBN 84-7651-140-X)
  - Les rondalles del germanet i la germaneta (ISBN 84-7651-144-2)
  - Les rondalles del desencantament del príncep (ISBN 84-7651-142-6)
  - Les rondalles del cicle de l'espós transformat (1992, ISBN 84-7826-286-5)
- Passions romanes (2006, ISBN 84-664-0691-3).
- Cartes que sempre he esperat (2010, ISBN 978-84-9708-197-9)
- Quan siguis lliure (2015, ISBN 978-84-664-1974-1)

### Estudis literaris
- Les rondalles del cicle de l'espòs transformat: Pervivència en la literatura catalana de tradició oral (1993, ISBN 3-927884-27-8) (tesi doctoral, editada a Alemanya)
- El mite del comte Arnau: Una aproximació didàctica (1995, ISBN 84-273-0746-2)
- Barbablava: L'heroi, el monstre (ISBN 84-246-0415-6)

## Premis i reconeixements
- 1989 Andròmina per L'hora dels eclipsis
- 1990 Premi Crítica Serra d'Or de Literatura Infantil i Juvenil per L'illa d'Omar
- 1992 Premi Bartomeu Rosselló-Pòrcel dels Premis 31 de desembre de l'Obra Cultural Balear
- 1993 Sant Joan per Màrmara
- 1995 Carlemany per Natura d'anguila
- 1999 Ramon Llull per Lola
- 2016 Premi Bones Pràctiques de Comunicació no Sexista de l'Associació de Dones Periodistes de Catalunya, pel programa radiofònic Les mil i una nits.[8]